# Yolanda Morazzo
Yolanda Morazzo (São Vicente, Cap Verd, 16 de desembre de 1927 - Lisboa, 28 de gener de 2009) va ser una escriptora de poesia i ficció curta en portuguès. Tot i que va viure durant molts anys a Portugal, està associafs amb el moviment Claridade dels escriptors capverdians. Va ser una de les fundadores de la revista literària Suplemento Cultural. És neta de José Lopes, un dels més grans poetes de Cap Verd.
Es va graduar en francès, literatura francesa moderna, l'Aliança Francesa i l'Institut Britànic. Va marxar a Angola el 1958 amb el seu marit durant l'època de la guerra colonial portuguesa, on hi donà classes particulars, i en 1968 també va treballar un temps a l'ambaixada iugoslava.
El seu treball apareix a Across the Atlantic: An Anthology of Cape Verdean Literature, editat per Maria M. Ellen. Un poema, "Barcos" es pot trobar al CD Poesia de Cabo Verde e sete poemas de Sebastião da Gama, d'Afonso Dias.

## Obres
- Cantico de ferro: Poesia de Intervenção (Edições Petra, 1976).[7]
- Poesia completa: 1954-2004. Imprensa Nacional-Casa da Moeda, 2006. ISBN 978-972-27-1438-9.